# Hubert Sylwestrzak
Hubert Sylwestrzak (ur. 26 lipca 1933 w Porębie, zm. 31 marca 2009 w Warszawie) – polski geolog, specjalista geochemii i mineralogii złóż surowców mineralnych.

## Życiorys
Ojciec, Edward Sylwestrzak, robotnik Fabryki Urządzeń Mechanicznych w Porębie który, utrzymywał żonę, Martę z Maciążków, a także czwórkę dzieci: Mariusza, Huberta, Brunona i Dorotę oraz matkę Marię.
Najtrudniejszym okresem były lata okupacji hitlerowskiej (1939–1945), kiedy Poręba należała do Rzeszy Niemieckiej. Mimo głodu, terroru oraz germanizacji Polaków rodzice troszczyli się o edukację swych dzieci i o ich kontakt z książką w języku polskim. Dzięki temu Hubert podjął w 1945 naukę w piątej klasie Szkoły Podstawowej w Porębie. Szkołę tę ukończył w 1948. W latach 1948–1951 uczył się w Liceum Ogólnokształcącym im. Stefana Żeromskiego w Zawierciu, gdzie otrzymał świadectwo dojrzałości. Po maturze powołany został do pracy w Powszechnej Organizacji Służba Polsce. Przez dwa miesiące pracował w niej przy odgruzowywaniu centrum Warszawy.
W 1951 został przyjęty na studia na Wydziale Biologii i Nauk o Ziemi Uniwersytetu Jagiellońskiego. W związku z reorganizacją w tym roku studiów geologicznych w Polsce, w wyniku której została zlikwidowana geologia jako kierunek na UJ, przyjęci na nią studenci zostali przeniesieni na Wydział Geologiczno-Poszukiwawczy Akademii Górniczo-Hutniczej w Krakowie. H. Sylwestrzak jako specjalizację wybrał mineralogię i petrografię.
Wśród jego wykładowców byli m.in. profesorowie Uniwersytetu Jagiellońskiego: Antoni Gaweł (krystalografia, mineralogia i petrografia), Marian Książkiewicz (geologia dynamiczna), Krzysztof Birkenmajer (geologia historyczna i regionalna) i Franciszek Bieda (paleontologia), oraz profesorowie Akademii Górniczo-Hutniczej: Leopold Jurkiewicz (fizyka) i Zdzisław Zembura (chemia fizyczna). Od pierwszego roku studiów Hubert Sylwestrzak należał do Zespołu Pieśni i Tańca AGH, grając na wiolonczeli pod dyrygenturą Wiesława Białowąsa. W 1956 obronił pracę magisterską Mineralizacja pirytowa w Dolinie Starorobociańskiej (Tatry Zachodnie), wykonaną pod kierunkiem prof. Antoniego Gawła.
Po ukończeniu studiów z nakazu pracy rozpoczął pracę w Pracowni Geologii Złóż Górnośląskiej Stacji Terenowej Instytutu Geologicznego w Czeladzi. W 1957 został przeniesiony do Zakładu Pierwiastków Promieniotwórczych IG w Warszawie. Także wtedy był członkiem Studenckiego Zespołu Pieśni i Tańca Politechniki Warszawskiej, z którym uczestniczył w koncertach zagranicznych, m.in. we Francji. Prace geologiczne, które wykonał w latach 1958–1962, dotyczyły mineralizacji kruszcowej oraz uranowej w Sudetach Zachodnich.
W 1962 jako stypendysta Międzynarodowej Agencji Energii Atomowej odbył 6-miesięczny staż naukowy w Komisariacie Energii Atomowej w Paryżu i Razès. W 1968 otrzymał stopień doktora nauk przyrodniczych za pracę Geochemia uranu w młodopaleozoicznych wulkanitach Dolnego Śląska na tle ogólnego zróżnicowania geochemicznego tych skał, przygotowanej pod kierunkiem prof. Antoniego Polańskiego.
W latach 1970–1973 pracował jako geolog-prospektor w Sérvice des Mines et de la Géologie w Niamey, w Nigrze. Zajmował się tam poszukiwaniem mineralizacji miedziowo-molibdenowej w masywach granitowych, mineralizacji miedziowej w prekambryjskich skałach metamorficznych i rozsypiskowych złóż złota. Po powrocie do kraju badał geochemię i geochronologię masywów magmowych. Zajmował się głównie wiekiem bezwzględnym formacji krystalicznych Sudetów i mineralizacją uranową w Sudetach. W 1978 ponownie wyjechał do pracy w Afryce, tym razem do Maroka, gdzie do 1982 był zatrudniony w charakterze eksperta w Ministerstwie Energii i Górnictwa. Poszukiwał tam złóż rud cynku i ołowiu we wschodniej części kraju, w rejonie Udżdy (Wadżdy, fr. Oujda).
Wspólnie z Józefem Lisem opracował i wydał w 1986 Minerały Dolnego Śląska, za które w 1990 otrzymał Nagrodę Zespołową I Stopnia Ministra Edukacji Narodowej. W 2002 wydał wraz z Włodzimierzem Mizerskim podręcznik akademicki Słownik geologiczny.
Hubert Sylwestrzak był członkiem wielu towarzystw naukowych, m.in. Polskiego Towarzystwa Mineralogicznego, Polskiego Towarzystwa Geologicznego oraz Polskiego Towarzystwa Gemmologicznego. Przez dwie kadencje był członkiem Komitetu Nauk Mineralogicznych w Polskiej Akademii Nauk.
Odznaczony był Srebrnym Krzyżem Zasługi (1984), Złotą Odznaką Zasłużony dla polskiej geologii (1995), Złotą Odznaką Zasłużony dla Państwowego Instytutu Geologicznego (1998). Otrzymał również stopień Dyrektora Górniczego III-go stopnia (1987).
Żona Urszula jest geologiem, absolwentką Instytutu Górniczego w Leningradzie, syn Michał ukończył Politechnikę Warszawską, a oraz Justyna jest absolwentką Wydziału Geologii Uniwersytetu Warszawskiego.
Został pochowany na Cmentarzu Parafii Kościoła św. Jakuba w Toruniu.